# 친화이구

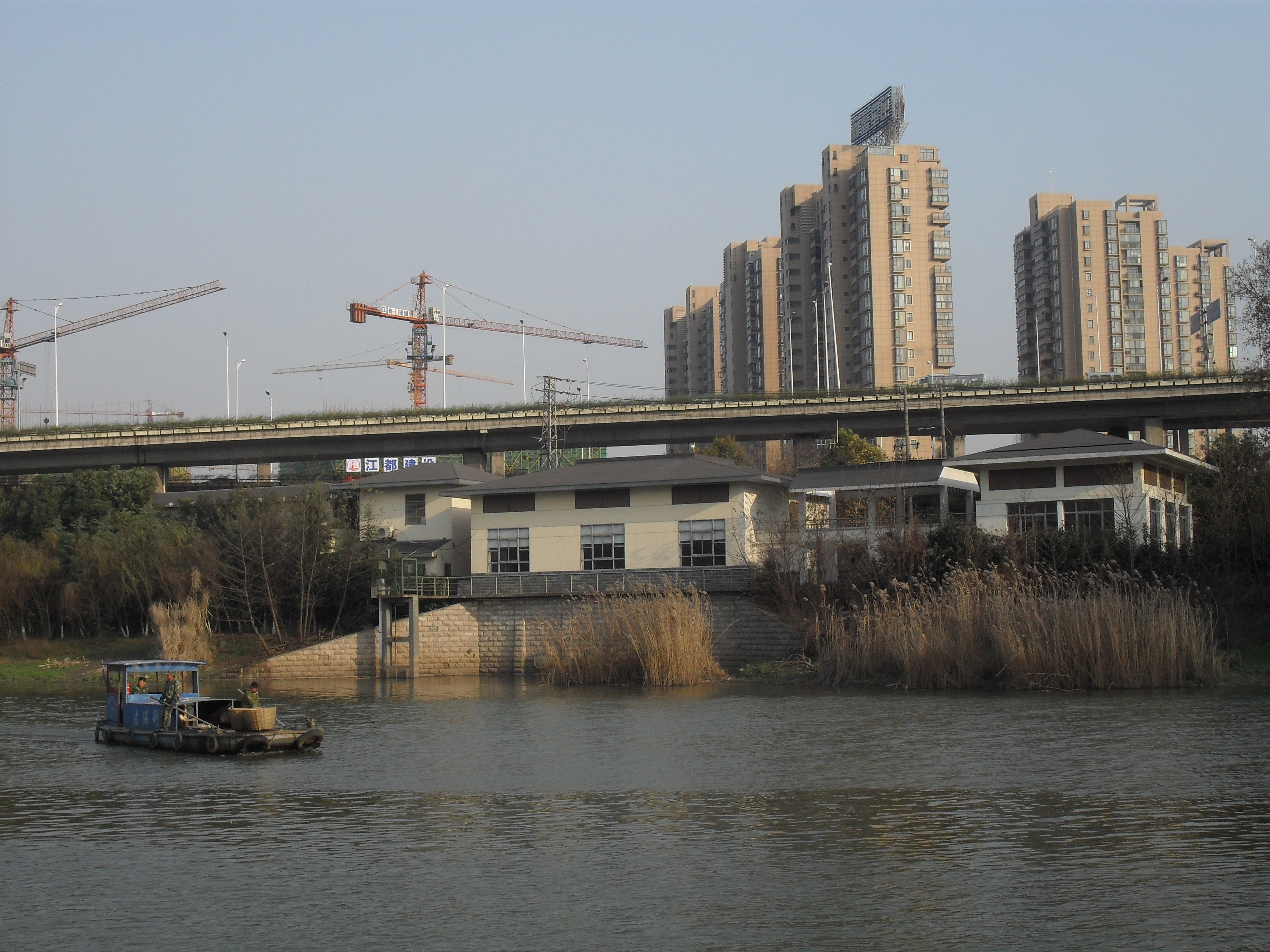

친화이구(한국어: 진회구, 중국어: 秦淮区, 병음: Qínhuái Qū)는 중화인민공화국 장쑤성 난징시의 행정구역이다. 넓이는 23km2이고, 인구는 2007년 기준으로 250,000명이다.

## 행정 구역
5개 가도를 관할한다.
- 가도: 紅花街道 夫子廟街道 秦虹街道 中華門街道 雙塘街道.